# Ali Sakkat
Ali Sakkat, né en 1876 ou 1879 à Tunis et mort en juin 1954, est un homme politique tunisien.

## Biographie

### Famille et formation
Ali Sakkat naît au sein d'une famille patricienne tunisoise, descendante du prophète Mahomet, dont les membres se spécialisent dans l'artisanat (souks de Tunis) et le notariat. Il étudie au Collège Sadiki et au lycée Carnot de Tunis.
Il épouse Lilia, fille du général Mohamed Baccouche. Ils ont cinq enfants.

### Carrière politique
Il décide de suivre une carrière de fonctionnaire : il la débute comme interprète, chef de bureau et inspecteur dans la Djemaïa (administration) des habous. Il gravie les échelons et se voit nommé caïd en 1913, servant dans les régions de Makthar, Téboursouk, Tajerouine et Zaghouan ; il est ensuite désigné directeur de la Djemaïa.
Il est maire de Tunis entre 1932 et mai 1934 avant de remplacer Tahar Kheireddine comme ministre de la Justice,. Il est nommé ministre de la Plume en remplacement de Younès Hadjouj en juin 1935. Il est aussi membre du Cercle tunisien et du comité de la Khaldounia.

### Retraite
En septembre 1935, il démissionne pour cause de maladie et se retire dans une exploitation agricole acquise dans les années 1920 à Bir Halima, au pied du Djebel Zaghouan,.
Durant la Seconde Guerre mondiale, alors que la campagne de Tunisie fait rage, il sauve soixante Juifs tunisiens échappés d'un camp de travail tout proche en les cachant jusqu'à la libération du pays par les alliés,. L'historien Robert Satloff (en), directeur du Washington Institute for Near East Policy, a mis en lumière son histoire dans un travail de recherche consistant à souligner les actes de résistance des musulmans pendant l'occupation de l'Afrique du Nord par les troupes du Troisième Reich.

### Filmographie
- Le Maghreb sous la croix gammée, film de Bill Cran et Karin Davison, MacNeil/Lehrer Productions, Arlington, 2010